# Regarde les lumières mon amour
Regarde les lumières mon amour est un essai d’Annie Ernaux publié pour la première fois en 2014 aux éditions du Seuil, dans le cadre du projet Raconter la vie.

## Résumé
Le livre prend la forme d'un journal d'observations tenu entre novembre 2012 et octobre 2013, concernant les passages de l'écrivaine à l'hypermarché Auchan de Cergy dans le centre commercial des Trois-Fontaines. Chaque entrée est présentée à la manière classique d'une entrée de journal intime, avec la date. L'autrice raconte la vie dans les grandes surfaces avec son expérience, elle écrit ce qu'elle voit, entend, comprend ou pense. Elle fait notamment des analyses claires et poussées sur la société de consommation et sur différentes catégories/classes sociales de la vie qui se reflètent dans les magasins. Annie Ernaux explique d'une manière impartiale comment ces grandes enseignes répertorient les personnes en fonction de leurs revenus et de leur appartenance sociale : le rayon bio pour les plus aisés est moins surveillé que le rayon premiers prix pour les plus modestes, cela montre et expose donc, inconsciemment ou pas, le stéréotype du pauvre, voleur et du riche, honnête. L'écrivaine fait aussi plusieurs rapprochements, par exemple entre l'amour et le besoin de consommer.

## Adaptation
L'ouvrage a fait l'objet d'une adaptation par l'autrice, sous le même titre. La pièce de théâtre, montée par la Compagnie la Réciproque et mise en scène par Marie-Laure Crochant, a été créée au théâtre Le Grand R à La Roche-sur-Yon le 29 novembre 2016.